# Groupe Atlantic
Pour les articles homonymes, voir Atlantic.

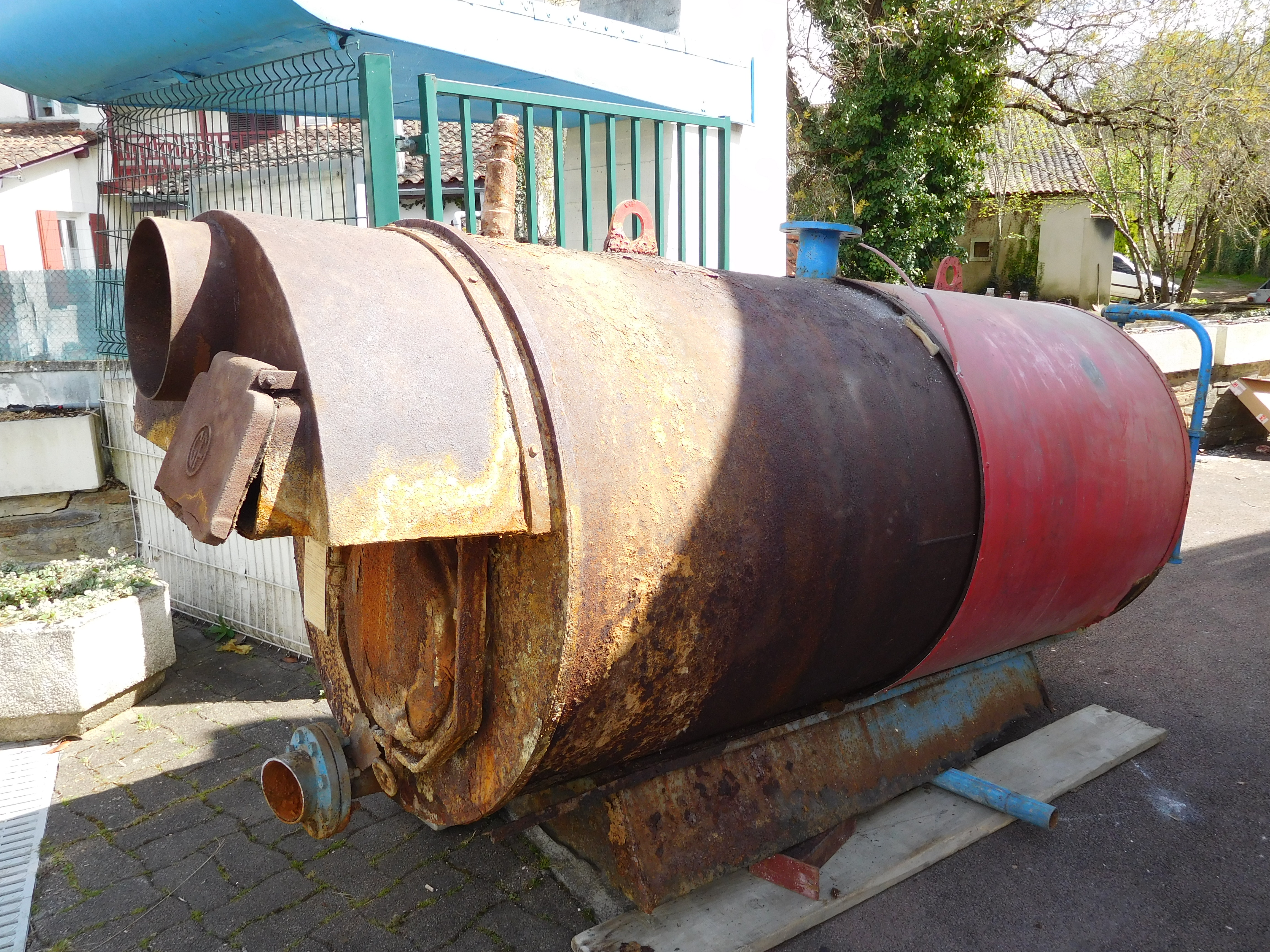
Chaudière pour piscine publique Guillot (Lyon, Groupe Atlantic), fabriquée en 1969, remplacée en 2016.

Le groupe Atlantic est une entreprise française de l'industrie du CVC. Elle a été fondée en 1968 à la Roche-sur-Yon en Vendée par les ingénieurs Paul Radat et Pierre Lamoure. Le  Groupe Atlantic est présent dans plus d'une douzaine de pays avec plus d'une trentaine d'usines dont treize situées en France, et environ 13 000 salariés (en décembre 2023), dont une part importante hors de France.

## Histoire
L'entreprise Atlantic est fondée par Paul Radat et Pierre Lamoure en 1968 à La Roche-sur-Yon en Vendée. En 1973, l'entreprise rachète le fabricant lyonnais de chaudières Guillot. S'ensuivent les acquisitions des fabricants français de matériel thermoélectrique Sauter et Thermor en 1973 puis du fabricant de chauffe-eau Pacific en 1989. En 2000, le groupe se lance à l'international avec l'acquisition de l'entreprise suisse Ygnis. La décennie 2010 sera marquée par une forte expansion du groupe à l'international et notamment sur les marchés émergents (Inde, Géorgie, Turquie),.
En 2021, Les Échos indiquent que la société a un rythme d'investissement de 80 à 100 millions d'euros par an. Cette année là, le groupe, qui possède 13 usines sur le sol français, recrute 500 personnes en France, comme l'année précédente. En 2022, le groupe stoppe ses activités en Ukraine pour la sécurité de ses 356 employés ukrainiens d'Odessa et Kharkiv.
En 2023, le groupe, présent depuis une dizaine d'années en Inde, ouvre un site industriel de 12 000 m2 avec son partenaire Hindware Home Innovation Limited (HHIL) en coentreprise 50/50. Le site a été créé pour une production de 600 000 chauffe-eaux de petites capacités — entre 10 litres et 100 litres — qui sont destinés pour l'Inde et l'export : Bangladesh, Bhoutan, Népal et Sri Lanka,.

## Activités
En 2022, l'entreprise est l'un des leaders européens du CVC (chauffage, ventilation et climatisation),,. Les chaudières représentent 25,8 % de son chiffre d'affaires en 2021, les chauffe-eau 24,3 %. L'entreprise se réoriente depuis les secteurs traditionnels (radiateur électrique, chaudière...) vers des secteurs plus adaptés aux enjeux actuels notamment dans les systèmes à basse consommation d'énergie (chauffe-eau thermodynamique, pompe à chaleur...),,.

## Acquisitions
Liste des acquisitions réalisées par l'entreprise entre 1968 et 2023 : 
| Marque             | Membre du groupe depuis | Pays d'origine | Fondation |
| ------------------ | ----------------------- | -------------- | --------- |
| Atlantic           | 1968                    | France         | 1968      |
| Atlantic Guillot   | 1973                    | France         | 1897      |
| Thermor            | 1986                    | France         | 1931      |
| Sauter             | 1986                    | France         | 1915      |
| Ygnis              | 2000                    | Suisse         | 1943      |
| Hamworthy          | 2008                    | Royaume-Uni    | 1914      |
| Lazzarini          | 2011                    | Italie         | 2004      |
| Érensan            | 2011                    | Turquie        | 1966      |
| Austria Email      | 2013                    | Autriche       | 1855      |
| Feinwerk           | 2013                    | Allemagne      | Inconnu   |
| Gledhill           | 2015                    | Royaume-Uni    | 1926      |
| Keston             | 2015                    | Roumanie       | 1994      |
| Ideal (chaudières) | 2015                    | Royaume-Uni    | 1905      |
| Ideal (commercial) | 2015                    | Royaume-Uni    | 1905      |